# الانتخابات البرلمانية في الجمهورية العربية المتحدة 1964
أجريت الانتخابات البرلمانية في الجمهورية العربية المتحدة (مصر الحالية) في 10 مارس 1964، مع جولة ثانية في 19 مارس. كانت الدولة محكومة بنظام الحزب الواحد، وكان على جميع المرشحين أن يكونوا أعضاء في الاتحاد الاشتراكي العربي. خاض ما اجماليه 1750 مرشحًا الانتخابات للحصول على 350 مقعدا.

## النتائج
| الحزب                    | الأصوات | %   | المقاعد |
| ------------------------ | ------- | --- | ------- |
| الاتحاد الاشتراكي العربي |         | 100 | 350     |
| الأصوات الباطلة/الفارغة  |         | –   | –       |
| المجموع                  |         | 100 | 350     |
| مصدر: Nohlen et al.      |         |     |         |